# Hästnäringens Nationella Stiftelse
Hästnäringens Nationella Stiftelse (HNS), är ett samverkansorgan inom svensk hästsektor. Speciellt intresse ägnas åt utbildning och avel och uppfödning. HNS har det övergripande ekonomiska och organisatoriska ansvaret för Hästnäringens Riksanläggningar Flyinge kungsgård, Ridskolan Strömsholm och Travskolan Wången som är utvecklingsmotorer för svensk hästnäring. Andra verksamhetsområden är gemensamma hästpolitiska frågor samt forskning och utveckling via Stiftelsen Hästforskning. Vidare bedrivs hästsjukvård inom det helägda dotterbolaget ATG Hästklinikerna AB.